# Robert Korošec
Robert Korošec, slovenski dramski igralec, * 8. september 1990.

## Življenjepis
Robert Korošec je končal študij na Akademija za gledališče, radio, film in televizijo. Dela kot svobodni umetnik. Nastopa v raznih ljubljanskih gledališčih, igra pa tudi televizijske vloge, na primer vlogo kriminalističnega inšpektorja v slovenski limonadnici Ena žlahtna štorija (2015) ter glavno vlogo v nadaljevanki Najini mostovi (2020).
S partnerko, igralko Nino Rakovec, ima dva otroka.

## Gledališke in televizijske vloge

### Televizija
- Ena žlahtna štorija (TV-nadaljevanka, 2015 4., 5., 6. sezona)
- Najini mostovi (TV-nadaljevanka, 2020–2021)
- Za hribom (VOYO nadaljevanka, 2021–2022)